# Liste der Baudenkmale in Legde/Quitzöbel
In der Liste der Baudenkmale in Legde/Quitzöbel sind alle Baudenkmale der brandenburgischen Gemeinde Legde/Quitzöbel und ihrer Ortsteile aufgelistet. Grundlage ist die Veröffentlichung der Landesdenkmalliste mit dem Stand vom 31. Dezember 2020.

## Baudenkmale
In den Spalten befinden sich folgende Informationen:
- ID-Nr.: Die Nummer wird vom Brandenburgischen Landesamt für Denkmalpflege vergeben. Ein Link hinter der Nummer führt zum Eintrag über das Denkmal in der Denkmaldatenbank. In dieser Spalte kann sich zusätzlich das Wort Wikidata befinden, der entsprechende Link führt zu Angaben zu diesem Denkmal bei Wikidata.
- Lage: die Adresse des Denkmales und die geographischen Koordinaten. Link zu einem Kartenansichtstool, um Koordinaten zu setzen. In der Kartenansicht sind Denkmale ohne Koordinaten mit einem roten beziehungsweise orangen Marker dargestellt und können in der Karte gesetzt werden. Denkmale ohne Bild sind mit einem blauen bzw. roten Marker gekennzeichnet, Denkmale mit Bild mit einem grünen beziehungsweise orangen Marker.
- Bezeichnung: Bezeichnung in den offiziellen Listen des Brandenburgischen Landesamtes für Denkmalpflege. Ein Link hinter der Bezeichnung führt zum Wikipedia-Artikel über das Denkmal.
- Beschreibung: die Beschreibung des Denkmales
- Bild: ein Bild des Denkmales und gegebenenfalls einen Link zu weiteren Fotos des Baudenkmals im Medienarchiv Wikimedia Commons

### Legde
| ID-Nr.   | Lage                 | Bezeichnung                                                                                    | Beschreibung | Bild                                                                          |
| -------- | -------------------- | ---------------------------------------------------------------------------------------------- | --- | ----------------------------------------------------------------------------- |
| 09161269 | Am Sportplatz (Lage) | Grabstätte der Familie des Freischulzen Franz Albert Heinke, auf dem Friedhof                  | | Grabstätte der Familie des Freischulzen Franz Albert Heinke, auf dem Friedhof |
| 09161270 | Am Sportplatz (Lage) | Grabdenkmal für Pastor Martin Gottschick und Auguste Gottschick, geb. Pantel, auf dem Friedhof | | BW                                                                            |
| 09160236 | Dorfstraße (Lage)    | Dorfkirche                                                                                     | Die evangelische Kirche wurde wahrscheinlich Ende des 15. Jahrhunderts erbaut. Sie wurde als Backsteinkirche errichtet, was selten in der Prignitz ist. Der Kanzelaltar stammt aus der Zeit um den Anfang des 18. Jahrhunderts. | weitere Bilder                                                                |
| 09160239 | Dorfstraße (Lage)    | Quitzow-Stein                                                                                  | An der Stelle des Denkmales wurde Dietrich von Quitzow 1593 erschlagen. | Quitzow-Stein                                                                 |
| 09160237 | Dorfstraße 26 (Lage) | Pfarrhaus                                                                                      | | Pfarrhaus                                                                     |
| 09160238 | Dorfstraße 29 (Lage) | Wohnhaus (Freischulzenhaus)                                                                    | | Wohnhaus (Freischulzenhaus)                                                   |
| 09161276 | Dorfstraße 31 (Lage) | Gehöft, bestehend aus Wohnhaus, Backofen, Stallgebäude und Scheune                             | | weitere Bilder                                                                |

### Lennewitz
| ID-Nr.   | Lage                 | Bezeichnung                                                          | Beschreibung | Bild                                                                 |
| -------- | -------------------- | -------------------------------------------------------------------- | --- | -------------------------------------------------------------------- |
| 09160240 | Dorfstraße (Lage)    | Dorfkirche                                                           | Die evangelische Kirche wurde im Jahre 1909 bis 1910 nach Plänen vom Kgl. Baurat Georg Büttner erbaut. Es ist ein Saalbau mit einem Westturm und einem polygonalen Ostschluss. Im Inneren befindet sich ein Opferstock aus dem Jahr 1592. | weitere Bilder                                                       |
| 09160902 | Dorfstraße 19 (Lage) | Gehöft, bestehend aus Wohnhaus, zwei Wirtschaftsgebäuden und Scheune | | Gehöft, bestehend aus Wohnhaus, zwei Wirtschaftsgebäuden und Scheune |
| 09160863 | Dorfstraße 20 (Lage) | Gehöft, bestehend aus zwei Wohnhäusern und einem Wirtschaftsgebäude  | | Gehöft, bestehend aus zwei Wohnhäusern und einem Wirtschaftsgebäude  |

### Quitzöbel
| ID-Nr.   | Lage                      | Bezeichnung                                         | Beschreibung | Bild                                                |
| -------- | ------------------------- | --------------------------------------------------- | --- | --------------------------------------------------- |
| 09160528 | Schulstraße (Lage)        | Dorfkirche                                          | Die evangelische Kirche ist ein spätgotischer Bau. Es ist ein Saalbau aus Backstein. Das Innere ist im Stil der Neugotik gestaltet. Das Altarretabel stammt aus der ersten Hälfte des 18. Jahrhunderts. Die Orgel hat F. H. Lütkemüller aus Wittstock im Jahre 1855 gebaut. | weitere Bilder                                      |
| 09160529 | Am Brink (Lage)           | Mahnmal „Die Toten aller Kriege mahnen zum Frieden“ | | Mahnmal „Die Toten aller Kriege mahnen zum Frieden“ |
| 09161958 | Schulstraße 7 (Lage)      | Gutshaus                                            | | BW                                                  |
| 09160530 | Schulstraße 10 (Lage)     | Wohnhaus                                            | | Wohnhaus                                            |
| 09161051 | Werbener Straße 10 (Lage) | Wohnhaus mit Wirtschaftsgebäude                     | | Wohnhaus mit Wirtschaftsgebäude                     |

### Roddan
| ID-Nr.   | Lage                | Bezeichnung                               | Beschreibung | Bild                                      |
| -------- | ------------------- | ----------------------------------------- | --- | ----------------------------------------- |
| 09160241 | Dorfstraße (Lage)   | Dorfkirche                                | Die evangelische Kirche wurde nach dem Dreißigjährigen Krieg ab 1680 erbaut. Die Kirche ist eine Fachwerkkirche, der Turm wurde Anfang des 20. Jahrhunderts hinzugefügt. | weitere Bilder                            |
| 09160242 | Dorfstraße 5 (Lage) | Wohnhaus mit schmiedeeiserner Einfriedung | | Wohnhaus mit schmiedeeiserner Einfriedung |